# چرباس
چرباس، روستایی از توابع بخش مرکزی شهرستان الیگودرز در استان لرستان ایران است.
اهالی این روستا از ایل میوند هستند.

## جمعیت
این روستا در دهستان بربرود غربی قرار دارد و براساس سرشماری مرکز آمار ایران در سال ۱۳۸۵، جمعیت آن ۱۷۶ نفر (۳۱ خانوار) بوده‌است.